# Shuige (sockenhuvudort i Kina, Zhejiang Sheng, lat 28,42, long 119,86)
Shuige (kinesiska: 水阁) är en sockenhuvudort i Kina. Den ligger i provinsen Zhejiang, i den östra delen av landet, omkring 210 kilometer söder om provinshuvudstaden Hangzhou. Antalet invånare är 47 955. Befolkningen består av 20 168 kvinnor och 27 787 män. Barn under 15 år utgör 10,0 %, vuxna 15-64 år 85 %, och äldre över 65 år 3,0 %.
Runt Shuige är det ganska tätbefolkat, med 134 invånare per kvadratkilometer. Närmaste större samhälle är Lishui, 6,8 km nordost om Shuige. I omgivningarna runt Shuige växer i huvudsak blandskog.
Genomsnittlig årsnederbörd är 2 268 millimeter. Den regnigaste månaden är juni, med i genomsnitt 433 mm nederbörd, och den torraste är januari, med 65 mm nederbörd.